# Argos (cão)

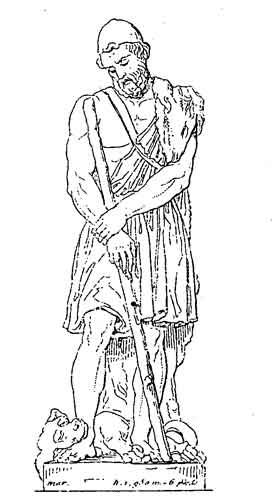
Odisseu e Argos.

Argos (grego: Άργος) é o fiel cão de Odisseu/Ulisses na Odisseia de Homero. Após 20 anos fora de casa, Ulisses finalmente alcança Ítaca, sua terra natal, levando dez anos só na jornada de retorno. Na sua ausência, alguns pretendentes invadiram sua casa na esperança de se casarem com sua esposa Penélope. A fim de, secretamente reentrar em sua casa, em última análise para atacar de surpresa os pretendentes, Odisseu disfarça-se de mendigo (apenas seu filho Telêmaco e a velha ama descobrem sua verdadeira identidade). Assim que Odisseu se aproxima de sua casa pela primeira vez em 20 anos, ele encontra Argos deitado, negligenciado em uma pilha de estrume de vaca, infestado de piolhos, velho e muito cansado. Este é um nítido contraste com o cão que Ulisses deixou para trás; Argos costumava ser conhecido por sua velocidade e força, e suas habilidades superiores de rastreamento. Argos reconhece Ulisses de uma só vez, e ele tem apenas a força suficiente para mexer seus ouvidos e abanar a cauda, mas não pode se levantar para cumprimentar seu mestre. Assim que Ulisses passa (mas não sem derramar uma lágrima por seu lindo cão deitado em adubo) e entra em sua sala, Argos morre. Isto é importante porque se Argos vivesse, ele sem dúvida iria chamar a atenção de Odisseu e arruinar seu plano de matar os invasores. A simplicidade das relações entre Argos e Ulisses permite a sua reunião em ser imediata e sincera. Ao contrário de seu relacionamento com a esposa Penélope, Odisseu não precisa se preocupar em como os 20 anos de distância afetaram seu relacionamento com Argos. Seu relacionamento com seu cão, embora forte, é muito mais simples e mais fácil de continuar do que qualquer relação com sua família ou amigos que aguardavam seu retorno.

## Excerto daOdisseia
"Assim falavam ambos entre si, quando um cão, deitado,
ergue a cabeça e as orelhas; era Argos que, outrora, o valoroso Odisseu
treinara, sem disso tirar prazer, já que tivera antes que partir
para a santa Ílion. Com os rapazes o cão passara a vida atrás dos cervos,
lebres e carneiros selvagens. Mas agora, com o chefe ausente, fora largado
ali, numa estrumeira diante do portal, onde se fizera o depósito de adubo,
que bois e mulas forneciam as criados de Odisseu, quando tinham de buscar
fertilizantes para seus vastos domínios. Assim jazia o velho Argos, cheio de parasitos.
Então, como reconhecesse Ulisses, bem perto dele, abanou a cauda
e abaixou as orelhas, falto de forças para alcançar o dono.
Mas o herói o vendo, enxugou uma lágrima, que lhe. escapara sem que Eumeu
a percebesse. E bem depressa dirigiu-se ao outro:
'Eumeu! Que estranho cão é esse na estrumeira! Que belas linhas!
Mas já nao posso saber se era tão rápido na corrida quanto parece belo.
Ou talvez não passasse de um desses cães ao pé da mesa, de quem os reis
se ocupam nada mais que para exibi-los?'
E tu, porqueiro Eumeu, assim lhe respondeste:
'É o cão daquele chefe que morreu longe de nós. Se o tivesses visto,
em plena força, no dia em que Odisseu, partindo para Troia, o abandonou,
bem louvarias seu vigor e rapidez! Jamais, nas profundezas da floresta,
nenhum bicho feroz lhe escapou, tão depressa o visse. Que grande farejador!
Mas hoje é presa da decadência; e o real dono pereceu alhures, longe da pátria.
As mulheres já não cuidam natais dele; são negligentes, pois servidores,
logo que os patrões não mais exercem sua autoridade, também não querem
trabalhar com zelo. É que Zeus, de voz tronitroante, reduz à metade o mérito
do homem sobre quem se abate o dia da servidão.'
Assim falando penetrou nos aposentos senhoriais e, indo diretamente
ao salão, aí encontrou os pretendentes. Já então Argos recebera a negra morte,
cumprindo seu destino logo após rever Odisseu, vinte anos depois que ele partira."